# Littleton (Illinois)
Pour les articles homonymes, voir Littleton.
Littleton est un village situé au nord du comté de Schuyler dans l'Illinois, aux États-Unis,. Le village est incorporé le 23 juin 1911.

## Démographie
Lors du recensement de 2010, le village comptait une population de 181 habitants. Elle est estimée, en 2016, à 166 habitants.

### Source de la traduction
- (en) Cet article est partiellement ou en totalité issu de l’article de Wikipédia en anglais intitulé « Littleton, Illinois » (voir la liste des auteurs).